# Olimpia-Beskid Nowy Sącz
MKS Olimpia-Beskid Nowy Sącz – nowosądecki superligowy klub piłki ręcznej. Prowadzi tylko sekcję kobiet. W sezonie 2011/12 wywalczył awans do ekstraklasy kobiet.

## Historia

### Początki
U zarania, w 1909 r. klub zrzeszał młodzież z miejscowych gimnazjów przybierając symboliczną – z uwagi na zbliżająca się 500. rocznicę zwycięstwa nad Krzyżakami – nazwę: Grunwald–Czerwoni. W Nowościach Ilustrowanych (nr 39 z 20 września 1911 r.) w artykule Piłka nożna na prowincji można przeczytać: Za przykładem Lwowa i Krakowa założono w pięknym podgórskim mieście Nowym Sączu kilka klubów sportowych uprawiających grę w piłkę nożną, z których najwybitniejszymi są Grunwald–Czerwoni i Sandecja.
Wraz z ćwiczeniami sportowymi prowadzono również ćwiczenia wojskowe, by przygotować młodzież do walki o wolność i niepodległość. Po zastoju spowodowanym wojenną zawieruchą, w 1921 r. zmieniono nazwę klubu na Towarzystwo Zabaw Ruchowych – Beskid. Utworzono sekcję piłki nożnej, siatkówki, lekkoatletyki i kolarską. 20 listopada 1935 r. na bazie towarzystwa utworzono Międzyszkolny Klub Sportowy Beskid. Prezesem wybrano Stefana Pałacha z VII klasy II Gimnazjum im. Króla Bolesława Chrobrego. Od 1936 r. związał się z Nowym Sączem Jan Keller, nauczyciel I Liceum, który położył duże zasługi w poszerzeniu działalności klubu. Postacią sportową numer jeden był Roman Stramka, wygrywając niemal każde zawody, w których wystartował. Równie dobrze jeździł na nartach, jak na rowerze.
Dziś najstarszym wychowankiem klubu jest 88–letni Tadeusz Konieczny, legenda sądeckiego sportu, piłkarz, hokeista, który do 1938 r. występował w Beskidzie, a następnie przeszedł do Sandecji, w której – w latach 1938–1959 – rozegrał 679 meczów.

### Lata powojenne
Działalność wznowiono 27 lutego 1945 r., bezpośrednio po zakończeniu działań wojennych na Sądecczyźnie. Podczas pierwszego zebrania opiekunem został prof. Jan Keller, a prezesem – uczeń I Gimnazjum Tomasz Steindel. Uczniowie po lekcjach doprowadzili do użytku salę gimnastyczną przy I LO, odgruzowali boisko. Po kilkunastu miesiącach pracy MKS Beskid stał się najsilniejszym klubem miasta. Z biegiem lat w MKS Beskid działało równolegle kilkanaście sekcji, włącznie z bokserską i hokejową. Okres świetności przypada na lata pięćdziesiąte, sześćdziesiąte i osiemdziesiąte. Rozwijała się akrobatyka sportowa i saneczkarstwo (opiekun Adam Gawłowski), siatkówka dziewcząt (Ewa Fryś i Witold Tokarski, a potem Władysław Mężyk i Piotr Sznajder), piłka ręczna (Józef Pyka), narciarstwo biegowa i zjazdowe (Zbigniew Kmieć, Roman Stramka). Najpopularniejsza była jednak lekkoatletyka, którą zajmowali się: Zbigniew Kmieć i Adam Szczepanik, a w następnych latach Tadeusz Pietrzak, Józef Klimek, Sławomir Witkowski, Marek Kroczek, Leszek Obrzut. Sekcja lekkoatletyczna wychowała 12 reprezentantów Polski. Byli oni medalistami (m.in. Izabela Zachara, Jakub Burghardt, Jacek Chowaniec) mistrzostw Polski na długich dystansach.

### Piłka ręczna (1945-2010)
Obecnie MKS Beskid to piłka ręczna kobiet. Pierwszym trenerem był Franciszek Wolak, który grupę 25 zawodniczek przygotował do Ogólnopolskich Igrzysk Młodzieży Szkolnej w 1979 r. w Radomiu, gdzie drużyna MKS–u Beskid zdobyła brązowy medal. Niebawem do pracy z młodzieżą przystąpili Leszek Dubiński i Włodzimierz Strzelec, a następnie Jacek Gomulec. W 1989 r. po raz pierwszy w historii klubu uzyskano awans do II ligi. Posypały się medale mistrzostw Polski juniorek i młodziczek. W 2001 r. sądeczanki zajęły I miejsce w II lidze awansując do I ligi, w której – z pewnymi przerwami – występują do dziś.

### 2010-2012
We wrześniu 2011 dokonała się fuzja z innym pierwszoligowym klubem Olimpia Nowy Sącz i zmiana nazwy na Olimpia-Beskid Nowy Sącz.
W sezonie 2011/12 klub awansował do Superligi kobiet przegrywając jeden mecz i remisując także jeden. W barażach miała zmierzyć się z MKS Słupia Słupsk, która to wycofała się z baraży.

## Drużyna w sezonie 2011/2012

### Kadra zespołu
| Nr | Poz. | Piłkarz               |
| -- | ---- | --------------------- |
| 1  | BR   | Katarzyna Łakomska    |
| 16 | BR   | Agnieszka Piechnik    |
| 7  | SK   | Magdalena Mrowca      |
| 6  | SK   | Anita Sikorska        |
| 8  | SK   | Małgorzata Śliwa      |
| 31 | SK   | Ewelina Wojciechowska |
| 2  | SK   | Agnieszka Jędrusik    |

| Nr | Poz. | Piłkarz             |
| -- | ---- | ------------------- |
| 23 | RO   | Natalia Świderska   |
| 27 | RO   | Mihaela Alexa       |
| 27 | RO   | Dominika Czup       |
| 22 | RO   | Mirela Kaczyńska    |
| 13 | OB   | Katarzyna Więciorek |
| 4  | OB   | Jolanta Kamińska    |
| 18 | OB   | Justyna Weselak     |